# Alicia Boole Stott
Alicia Boole Stott (geborene Alicia Boole; * 8. Juni 1860 in Cork in Irland; † 17. Dezember 1940 in England) war eine britische Mathematikerin.

## Leben
Alicia Boole wurde als dritte Tochter der Mathematikerin Mary Everest Boole und des Mathematikers George Boole geboren, der aber starb, als sie vier Jahre alt war. Sie wuchs dann bei ihrer Großmutter mütterlicherseits und ihrem Großonkel in Cork auf. Mit 12 Jahren kam sie zu ihrer Mutter und ihren vier Schwestern nach London, wo sie unter ärmlichen Verhältnissen lebten. Ab 1886 arbeitete sie bei Liverpool als Sekretärin. 1890 heiratete sie den Versicherungsangestellten Walter Stott, mit dem sie zwei Kinder hatte.
Stott hatte keine formale Ausbildung in Mathematik. Sie lernte aber von ihrer Mutter, der Schullehrerin Mary Everest Boole (1832–1916), Nichte von George Everest, dem Vermesser Indiens, nach dem der Mount Everest benannt ist, und hatte schon in jungen Jahren eine bemerkenswerte räumliche Vorstellungskraft. Sie entdeckte, als sie mit 18 Jahren mit einem Holzbaukasten „spielte“, alle 6 regulären Polytope, ein Wort, das sie einführte, in vier Dimensionen, die von 5, 16 oder 600 Tetraedern, 8 Kuben, 24 Oktaedern oder 120 Dodekaedern als „Seitenflächen“ begrenzt sind. Sie konstruierte auch geometrisch – analytische Geometrie hatte sie nicht gelernt – deren Projektionen in drei Dimensionen und stellte aus Karten Modelle von diesen Projektionen her. 1895 kam sie in Kontakt mit dem niederländischen Mathematiker Pieter Schoute von der Universität Groningen, der auch über Polyeder arbeitete, sie besuchte und sie überzeugte, ihre Ergebnisse zu publizieren. 1900 und 1910 publizierte sie in Amsterdam sechs Arbeiten, teilweise mit Schoute. In einer Arbeit von 1910 zählte sie als erste alle 45 semiregulären Polytope auf. Ein Jahr nach dem Tod von Schoute wurde sie auf der 300-Jahr-Feier der Universität 1914 Ehrendoktorin der Universität Groningen, die auch ihre geometrischen Modelle ausstellte. Danach scheint sie nicht mehr mathematisch gearbeitet zu haben, bis sie ab 1930 bis zu ihrem Tod wieder mit H. S. M. Coxeter, damals anfangs noch Student in Cambridge, zusammenarbeitete.
Sie ist die Tante des Hydrodynamikers Geoffrey Ingram Taylor.

## Verweise
1. ↑  Sie hatte diese von einem Freund der Familie, Howard Hinton, der selbst als Amateur über höherdimensionale Räume spekulierte. Ihre Mutter war zu der Zeit Sekretärin von James Hinton, dem Vater von Howard Hinton. James Hinton war ein Freund des Vaters von Mary Everest Boole.
2. ↑  Sie verbrachten viele Sommer, so Coxeter, in einem Sommerhaus ihrer Cousine in Kent.
3. ↑  Ihre Arbeiten über Projektionen der vierdimensionalen Polytope behandelt der Aufsatz von Alicia Boole Stott: On certain Series of Sections of the Regular Four-dimensional Hypersolids. (Verhandelingen der Koninklijke Akademie van Wetenschappen te Amsterdam, 1. Sektion, Teil VII, Nr. 3.) Müller, Amsterdam, 1900.
4. ↑  Alicia Boole Stott: Geometrical deduction of semiregular from regular polytopes and space fillings. (Verhandelingen der Koninklijke Akademie van Wetenschappen, 1. Sektion, Teil 11, Nr. 1). Müller, Amsterdam, 1910, S. 3–24.
5. ↑  Er veröffentlichte Erinnerungen an sie in seinen „Scientific Diversions“ in S. W. Higginbotham (Hrsg.): Man, Science, Learning and Education (= Rice University Studies, Band 69, Supplement 2). 1963.

| Personendaten    | Personendaten               |
| ---------------- | --------------------------- |
| NAME             | Stott, Alicia Boole         |
| ALTERNATIVNAMEN  | Boole, Alicia (Geburtsname) |
| KURZBESCHREIBUNG | britische Mathematikerin    |
| GEBURTSDATUM     | 8. Juni 1860                |
| GEBURTSORT       | Cork                        |
| STERBEDATUM      | 17. Dezember 1940           |
| STERBEORT        | England                     |